# Carlos Eduardo Gutiérrez
Carlos Eduardo Gutiérrez (Treinta y Tres, 25 de dezembro de 1976) é um ex-futebolista uruguaio que atuava como defensor.

## Carreira
Carlos Eduardo Gutiérrez integrou a Seleção Uruguaia de Futebol na Copa América de 2001.[carece de fontes?]